# Organisation Intersex International
Organisation Intersex International (сокр. OII) — международная общественная организация, занимающаяся борьбой за права интерсекс-людей. OII была основана Кертисом Хинклем в 2003 году как децентрализованное объединение интерсекс-организаций в разных странах.
Предположительно является крупнейшей организацией движения интерсекс-людей в мире.

## Цель и миссия
В отличие от других крупных интерсекс-организаций OII критикует общепринятые медицинские представления об интерсекс-людях. OII рассматривает интерсекс-вариации как нормальные биологические вариации тела человека и отвергает по отношению к интерсекс-людям использование такой терминологии как «расстройства» и НФП (нарушения формирования пола), а также сексуализацию интерсекс-людей (в том числе такие термины как «интерсексуальность»).
Целью OII является достижение равенства и прав человека для интерсекс-людей, а также прекращение нарушений прав человека в отношении них, в частности, практики несогласованных операций на гениталиях младенцев и несовершеннолетних.
OII утверждает право интерсекс-людей самим определять свою идентичность: идентифицировать себя как цисгендерных, гетеросексуальных, гомосексуальных, бисексуальных, трансгендерных и т.д. OII выступает против практики проведения операций на половых органах у младенцев и несовершеннолетних без их согласия.

## Отделения

### OII Russia
OII Russia, на территории России больше известная как Интерсекс Россия, основанная в 2017 году инициативная группа интерсекс-активистов. Миссия OII Russia состоит в предоставлении корректной и положительной репрезентации интерсекс-сообщества в России, в повышении осведомленности общества о существовании интерсекс-людей, о нарушениях прав человека, с которым сталкиваются интерсекс-люди в России и в борьбе за депатологизацию и демедикализацию интерсекс-вариаций.

### Intersex Human Rights Australia
Intersex Human Rights Australia, ранее известная как OII Australia, является благотворительной компанией, которая внесла заметный вклад в национальную политику страны в области здравоохранения и прав человека, в том числе включение интерсекс-людей в антидискриминационное законодательство, доступ к здравоохранению и вклад в Отчет Сената Австралии о принудительной стерилизации интерсекс-людей в Австралии. Среди известных участников — сопредседатели Морган Карпентер, Тони Бриффа, Джина Уилсон.

### Intersex South Africa
Intersex South Africa, основанная Салли Гросс, является автономной дочерней организацией. Активистская работа Салли Гросс привела к первому признанию прав интерсекс-людей в мире.

### Oii-Chinese
Oii-Chinese (кит. трад. 國際陰陽人組織 — 中文版, пиньинь Guójì yīnyángrén zǔzhī — zhōngwén bǎn) стремится положить конец «нормализующим» операциям на интерсекс-детях, повысить осведомленность о проблемах интерсекс-людей и улучшить государственное признание гендера. Основатель организации Хикер Чиу говорит, что хирургическая практика «нормализации» началась на Тайване в 1953 году. В рамках этой миссии Чиу начала кампанию «Бесплатные объятия с интерсексом» на параде гордости ЛГБТ в Тайбэе в 2010 году. Организация также проводит лекции и работает с правительством по вопросам прав человека для интерсекс-людей.

### OII Europe
OII Europe, основанная в 2012 году на Втором международном интерсекс-форуме, является первой европейской неправительственной организацией по вопросам прав человека для интерсекс-людей. Наряду с ILGA-Europe, организация внесла вклад в Резолюцию 1952 Парламентской Ассамблеи Совета Европы о праве детей на физическую неприкосновенность, принятую в октябре 2013 года. Известными представителями являются исполнительный директор Дэн Кристиан Гаттас, сопредседатели Китти Андерсон и Мириам ван дер Хав и Кристиан Ранжелович.

### OII-Francophonie
Это была оригинальная OII, базирующаяся в Квебеке и Париже, откуда французская организация Intersex International и образована Кертисом Хинклом, Андре Лореком и Винсентом Гийо (среди прочих) в период между 2003 и 2004 годами. OII-Francophonie организовала летнюю школу в Париже в 2006 году с участием представителей Канады, Франции, Бельгии и Великобритании, включая Винсента Гийо, Синтию Краусс и Паулу Мачадо.

### OII France
В 2016 году Лоэ Пети и Лисандра Нури основали ассоциацию OII France как Collectif intersexes et allié.es, направленую на защиту и поддержку интерсекс-людей.

### OII Germany
OII Germany, также известная как Internationale Vereinigung Intergeschlechtlicher Menschen, участвует в национальных и европейских мероприятиях по защите прав человека и телесной неприкосновенности. В сентябре 2013 года Фонд Генриха Бёлля опубликовал отчет «Права человека между полами», анализ прав интерсекс-людей в 12 странах, написанный Дэном Кристианом Гаттасом из OII-Germany.

### OII-UK
OII-UK была основана между 2004 и 2005 годами Тиной Ливингстон, Мишель О’Брайен и Софией Седлберг. OII-UK активно представлял интересы интерсексов на конференциях, встречах и форумах в Великобритании и Европе в период с 2005 по 2010 год. После краткого перерыва в 2010 году из-за ухода в отставку членов организации по состоянию здоровья или миграции OII-UK стала снова активна во главе с Лесли Джей.